# АИ-26
Двигатель АИ-26 создан в конце 40-х годов XX века специально для первого советского массового вертолета Ми-1.  Практически представляет собой «половинку» (один ряд цилиндров) двигателя АШ-82 без системы наддува. Главный конструктор — А. Г. Ивченко. Предприятие, производившее этот двигатель, в разные годы имело различные обозначения, в настоящее время — Мотор Сич. Всего было изготовлено более 4000 двигателей АИ-26 различных модификаций.

## Изображения
- Вид спереди
- Табличка